# La Mémoire fantôme
La Mémoire fantôme est un roman écrit par Franck Thilliez, paru en 2007 aux éditions Le Passage.

## Présentation
Ce cinquième roman de Frank Thilliez reprend le personnage de Lucie Henebelle apparu dans La Chambre des morts.
Il débute par une épigraphe de Lewis Carroll : « C’est une bien triste mémoire que celle qui ne fonctionne qu’à rebours. ».

### L'intrigue
Avril 2007, Manon est une jeune mathématicienne amnésique et torturée par des souvenirs douloureux. Lorsque le Professeur, ancien tueur en série réapparait dans sa vie, Manon décide de demander de l'aide à Lucie Henebelle, lieutenant à la brigade criminelle de Lille, mais cette dernière ne s'imagine pas que cette enquête va libérer un douloureux et horrible souvenir.

### Personnages principaux
- Lucie Henebelle : Lieutenant à la PJ de Lille ; déjà apparue dans La Chambre des morts.

On trouve aussi :
- Manon Moinet    : Amnésique, personnage central de l'enquête.
- Hervé Turin     : Lieutenant parisien, soutien imposé à Lucie car déjà enquêteur sur le Professeur.
- Frédéric Moinet : Frère de Manon.
- Romain Ardère : Directeur d'une entreprise de feux d'artifice.
- Kashmareck      : Commandant à la PJ de Lille, chef de Lucie.

### Éléments contextuels
L'histoire se déroule principalement autour de Lille, à Bâle en Suisse pour la Tombe du mathématicien Jacques Bernoulli, et sur l'île Rouzic proche de l'île aux moines au large de Perros-Guirec.
La spirale de Bernoulli ainsi que le nombre Pi sont plusieurs fois cités dans l'enquête.

### Anecdotes
Thilliez, grand lecteur de polars, cite l'auteur Jean-Christophe Grangé : « Encore un truc d’horreur. Le dernier roman de Grangé, une histoire de meurtrier déjanté... »
, ainsi que son premier livre personnel Conscience animale.